# Relicina limbata
Relicina limbata är en lavart som först beskrevs av Laurer och som fick sitt nu gällande namn av Mason Ellsworth Hale. 
Relicina limbata ingår i släktet Relicina och familjen Parmeliaceae. Inga underarter finns listade i Catalogue of Life.